# Le Mariage à trois
Le Mariage à trois è un film del 2010 diretto da Jacques Doillon.

## Trama
Auguste è un drammaturgo in crisi che stenta a finire la sua ultima pièce. Il periodo delle prove risulta particolarmente difficile a causa del fatto che il ruolo principale viene interpretato dall'ex moglie Harriet. Auguste è ancora attratto da Harriet e geloso a causa della relazione della donna con Theo, anche lui coinvolto nello spettacolo. Auguste allora propone ad Harriet una relazione aperta e cerca di coinvolgere anche la sua segretaria Julie.

## Distribuzione
Il film è stato distribuito nelle sale cinematografiche francesi a partire dal 21 aprile 2010.